# Skanskaskrapan
Skanskaskrapan (le gratte-ciel de Skanska) appelé aussi GötheborgsUtkiken (la vigie de Göteborg) et plus communément le Rouge à lèvres (Läppstiftet) est un des bâtiments les plus connus de Göteborg (Suède). Il est situé sur la rive gauche du Göta älv à Lilla Bommen dans le port de Göteborg tout près du quatre-mâts barque Viking et de l'opéra de Göteborg.
Il a été érigé en 1989. Il est haut de 86 mètres.